# Garagenfirma

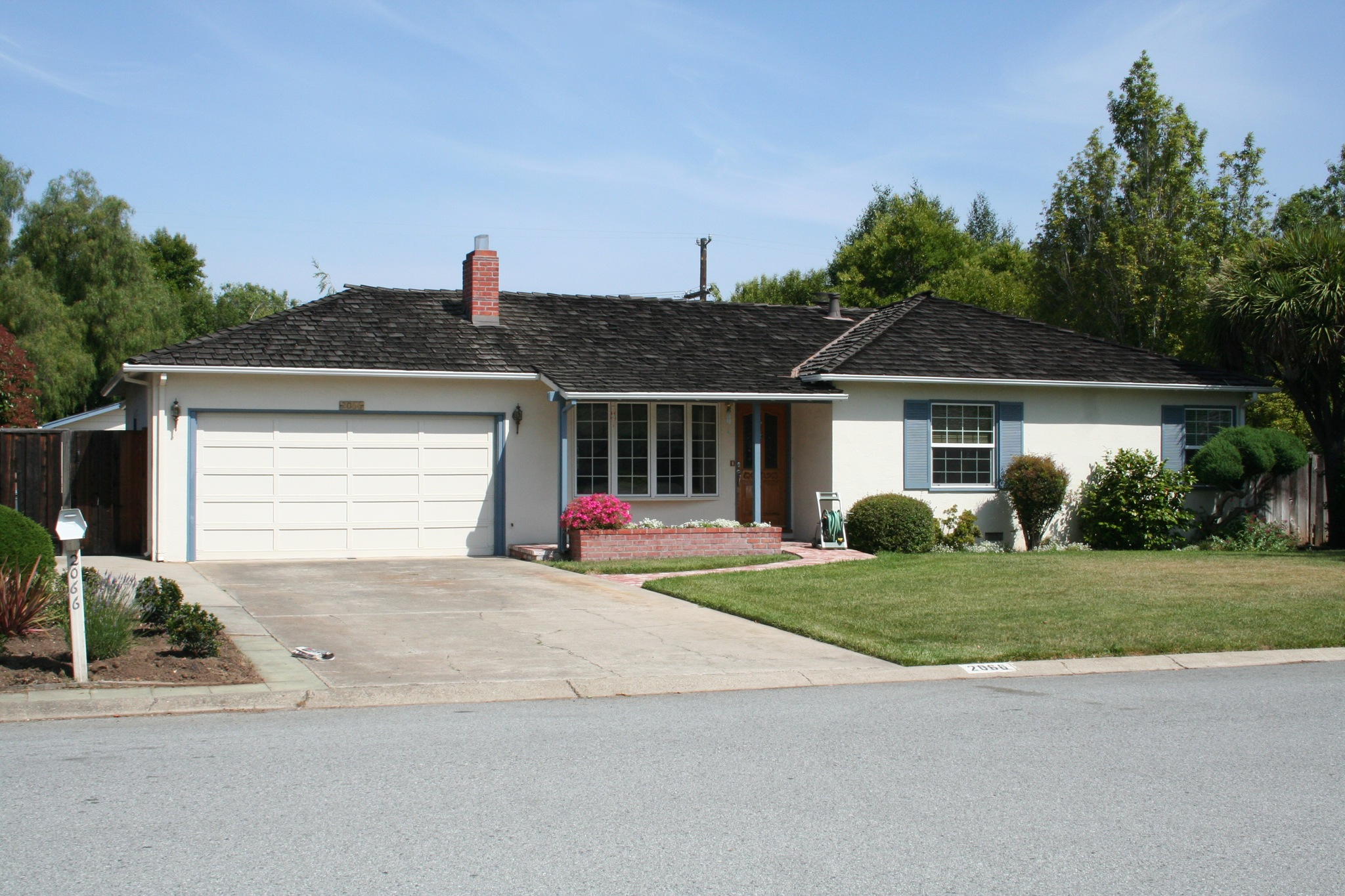
Das Haus der Adoptiveltern von Steve Jobs mit der Garage, in der 1976 die Firma Apple gegründet wurde

Als Garagenfirma wird ein meist noch junges Unternehmen bezeichnet, dessen erste Büro-, Lager- oder Werkstatträume sich in einer Garage befinden.
Ersatzweise können anstelle einer Garage auch Schuppen, Keller oder die eigenen Wohnräume zur gewerblichen Nutzung herhalten.
In den USA lebt der Mythos vom Unternehmen, das seinen Weg in einer Garage begann, um schließlich den Weltmarkt zu erobern, bis heute fort. Insbesondere zur Zeit des „Internet-Booms“ um das Ende des 20. Jahrhunderts wurden „Garagenfirmen“ gern mit Risikokapital unterstützt.
Bekannte Beispiele für Garagenfirmen sind:
- die 1903 gegründete Ford Motor Company,
- die 1903 in Milwaukee, Wisconsin (USA), gegründete Harley-Davidson Inc.,
- das Anfang der 1920er gegründete Walt-Disney-Unternehmen,
- die 1928 gegründete Delta Airlines,
- die 1939 von William Hewlett und David Packard gegründete Firma Hewlett-Packard,
- die 1945 gegründete Barbie-Puppen-Firma Mattel,
- die 1976 in Los Altos  von Steve Wozniak, Steve Jobs und Ron Wayne gegründete Computer-Firma Apple,
- das 1984 von Sandy Lerner und Leonard Bosack gegründete Unternehmen Cisco,
- das 1998 im Ort Menlo Park von Larry Page und Sergey Brin gegründete Unternehmen Google Inc.[1]

In Russland erlebte die schon zu Sowjet-Zeiten die Lücken der Planwirtschaft füllende Garagenwirtschaft nach der Perestroika Mitte der 1990er Jahre eine Blütezeit. Die Arbeiter von stillstehenden Fabriken produzierten in den Garagen in Handarbeit die Produkte weiter. Viele Firmen bestanden auch noch nach 20 Jahren trotz Unsicherheit bezüglich des rechtlichen Zustandes. Im Jahr 2016 gingen Schätzungen davon aus, dass in Russland über ein Drittel aller Erwerbstätigen in der Schattenwirtschaft arbeiteten.